# Йорданка Кузманова
 Тази статия е за актрисата.  За микробиоложката вижте Йорданка Кузманова (биоложка).  
Йорданка Любомирова Кузманова е българска актриса.

## Биография
Родена е на 16 август 1938 г. в София, но ранните си години прекарва в Харманли. Майка ѝ е учителка, а баща ѝ е юрист. Завършва актьорско майсторство във ВИТИЗ „Кръстьо Сарафов“ през 1960 г. в класа на проф. Желчо Мандаджиев.
Играла е във Варненския драматичен театър (1960 – 1964), Народния театър за младежта (1966 – 1984) и Народния театър „Иван Вазов“ (от 1984 г.). През 1967 – 1968 г. специализира в Париж със стипендия от ЮНЕСКО. Има участия както в театъра, така и в киното, самостоятелни рецитали, грамофонни плочи, шоупрограми, спектакли и радиопредавания.
През 1963 г. Йорданка Кузманова създава първия си рецитал – „Яворов – Мина“, който я прави популярна. Книгата на Михаил Кремен „Романът на Яворов“ я разтърсва и тя прави композиция от писмата между Мина Тодорова и Пейо Яворов и стихотворения на Яворов. Четенето в съпровод на цигулка. С този и с други рецитали обикаля из цялата страна. По-късно подготвя моноспектакъл в кафе-театър „София“, записва грамофонна плоча. Йорданка Кузманова става постоянен участник в „Яворовите дни“ в Поморие.
На 33-годишна възраст загива брат ѝ Петър Кузманов, който е нападнат през нощта от хулигани и убит. Друга трагедия я постига, когато през февруари 2002 г. синът ѝ претърпява тежка автомобилна катастрофа в Сан Франциско. след която е в кома, възстановявайки се в продължение на години.

## Награди и отличия
- Заслужил артист (1974)
- Народен артист (1983)
- Почетен гражданин на Харманли (2007)[8]

## Театрални роли
- „Чайка“ (Чехов) – Нина Заречная
- „Из дневника“ (А. Корнейчук) – Юлия
- „Електра“ (Еврипид) – Електра
- „История на едно покушение“ (1966)

## Телевизионен театър
- „Човекът от досието“ (Лозан Стрелков)
- „Криминална песен“ (1988) (Иван Радоев) – съпругата на инспектора
- „Моля те, не ми прощавай“ (1987) (Михаил Величков), 2 части
- „Новото пристанище“ (1987) (Ст. Л. Костов)
- „Мезониера“ (1986) (Н. Л. Русев и Ал. Урумов)
- „Точна диагноза“ (1985) (М Чернев)
- „Рози за д-р Шомов“ (1984) (Драгомир Асенов) – Елена
- „Седем вика в океана“ (1982) (Алехандро Касона)
- „Сочно филе за Фрекен Авсениус“ (1982) (Свен Огорд), 2 части
- „Орхидеите растат на Монте Гросо“ (1982) (Любен Попов)
- „Търси се шмекер“ (1981) (Димитриос Псатас)
- „Внимание, листопад!“ (1980) (Сергей Михалков)
- „Осем жени“ (1980) (Робер Тома)
- „Ирина Комнина“ (1980) (Илия Търнин), 3 части
- „Ако...“ (1979) (Самуел Альошин)
- „Златното покритие“ (1979) (Драгомир Асенов)
- „Стъклената менажерия“ (1977) (Тенеси Уилямс) – Аманда Уинтфийлд
- „Съдии на самите себе си“ (1977) (Кольо Георгиев) – прокурорката Светла
- „Лисичета“ (1975) (Лилиан Хелман)
- „Убийство в библиотеката“ (1975) (Брягинский и Рязанов)
- „Не подлежи на обжалване“ (1973) (Лозан Стрелков)
- „Рози за д-р Шомов“ (1973) (Драгомир Асенов) (втора реализация)
- „Дипломат“ (1971) (Самуел Альошин)
- „Разминаване“ (1970) (Камен Калчев) – Елена
- „Разпаленият въглен“ (1970) (Лозан Стрелков) – Яна
- „Джени – жена по природа“ (1969) (Ърскин Колдуел)
- „Новият“ (1967) (Марек Домански)
- „Тънка нишка“ (1967) (Андрей Яковлев и Яков Наумов), 2 части
- „Меденото копче“ (1965) (Лев Овалов)

## Филмография
| Година      | Филми и сериали                            | Серии | Копродукции                                  | Роля                                                                                   |
| ----------- | ------------------------------------------ | ----- | -------------------------------------------- | -------------------------------------------------------------------------------------- |
| 2011        | Столичани в повече                         | 131   |                                              | Киприана Бурова                                                                        |
| 2011        | Love.net                                   |       |                                              | Дора, майка на Йоанна                                                                  |
| 2006        | „Китайката“ (La moglie cinese)             | 4     | Италия / България                            | Луиза                                                                                  |
| 2004        | Стъклени очи (Occhi di cristallo)          |       | Италия / Испания / Великобритания / България | Вивиана Жустич                                                                         |
| 1992        | Лошо момче                                 |       |                                              | Янева                                                                                  |
| 1991 – 1992 | Любовниците                                | 8     |                                              | Неда (в 7-а серия: „Когато ме стегне шапката“)                                         |
| 1989        | Три срещи със загадъчното                  | 3     |                                              | Берберова                                                                              |
| 1987        | Лято в бяло                                |       |                                              | майката на Марио                                                                       |
| 1984        | Битката за Бяла Сълзлийка                  | 3     |                                              |                                                                                        |
| 1983        | Семейство Карастоянови (Карастояновы)      | 4     | СССР / България                              | Иванка                                                                                 |
| 1983        | Мярка за неотклонение                      |       |                                              | Шенева                                                                                 |
| 1981        | Руският консул                             | 2     |                                              |                                                                                        |
| 1980        | Дами канят                                 |       |                                              | д-р Данева                                                                             |
| 1980        | Двойникът                                  |       |                                              | Кортинска                                                                              |
| 1979        | Дулцинея Бистроева                         |       |                                              | Дулцинея Бистроева                                                                     |
| 1978        | Пътят към София (Путь к Софии) (тв сериал) | 5     | България/СССР                                | лейди Страндфорд                                                                       |
| 1977        | Година от понеделници                      |       |                                              | Маня                                                                                   |
| 1976        | Остани с мен                               |       |                                              |                                                                                        |
| 1976        | Самодивско хоро                            |       |                                              | Атанаска Петкова, съпруга на Иван Петков                                               |
| 1974        | Герловска история                          |       |                                              | вдовицата                                                                              |
| 1974        | Бразилска мелодия                          | 2     |                                              | Дора, приятелката на Марин                                                             |
| 1971        | Гневно пътуване                            |       |                                              | Вида, хазайката на Чавдар                                                              |
| 1971        | Не се обръщай назад                        |       |                                              | мълчаливата                                                                            |
| 1971        | Какви е деца раждала                       | ?     |                                              | учителката Райна Попгеоргиева / (знаменоската Райна Княгиня) в („Райна Княгиня“, 1971) |
| 1970 – 1971 | Ало, д-р Минев!                            | 5     |                                              | пациентката (във 2-ра и 5-а серии)                                                     |
| 1967        | Привързаният балон                         |       |                                              | хубавата мома                                                                          |
| 1966        | Семейство Калинкови                        | 12    |                                              | Бистра, жената на Калин                                                                |
| 1964        | Между релсите                              |       |                                              | добрата медицинска сестра                                                              |
| 1961        | Бъди щастлива, Ани!                        |       | България / СССР                              |                                                                                        |